# وقائع سنين الجمر (فلم)
وقائع سنين الجمر فيلم جزائري من إخراج محمد الأخضر حمينة، صدر عام 1974 عن الديوان الوطني للتجارة والصناعة السينماتوغرافية. حاز الفيلم على جائزة السعفة الذهبية بمهرجان كان عام 1975.
تدور أحداث هذا الفيلم حول وقائع تاريخ الجزائر النضالي، والذي غطته مساحات الدماء الحمراء، من أجل نيل الاستقلال والحرية، والنظم التي تمارس القمع وتجهض حقوق الإنسان أينما كان.
كما صور الفيلم الحياة القبلية في جبال الجزائر، والتي كانت تعيش على حياة التنقل في الصحراء والرعي، ثم لم تلبث أن تحولت الصحراء إلى ساحة للقتال والجهاد المستميت من أجل نيل الحرية المضرجة بالدماء، ويغلب على الفيلم روح التراجيديا، حيث سادت فيه مناظر البؤس والألم والمجازر الدموية لمئات من المواطنين.

## ملخص
ويتألف الفيلم في 6 فصول:
1. سنوات الرماد
2. سنوات الجمر
3. سنوات النار
4. سنة العربة
5. سنة المسؤول
6. 1 نوفمبر 1954.

تاريخ الفيلم يبدأ في 1939 وينتهي في 11 نوفمبر 1954، ومن خلال المحطات التاريخية، التي تدل على أن 1 نوفمبر 1954 (تاريخ الثورة الجزائرية) ليس حادث في التاريخ ولكن نتيجة لعملية طويلة، من المعاناة، من أول المعارك السياسية ومن ثم العسكرية، والتي قام بها الشعب الجزائري ضد الاحتلال الفرنسي المستعمر بدءا من دخلوه في سيدي فرج في 14 جوان 1830.

## تمثيل
بطولة:
- يورقو فوياجيس في دور "أحمد"
- العربي زكال
- شيخ نور الدين
- حسن الحسني
- ليلى شنة
- سيد علي كويرات
- محمد الأخضر حمينة في دور "مولود"
- محمد سيساني
- عبدالحليم ريس
- طه الأميري
- يحيى بن مبروك

بالاشتراك مع:
- أحمد بن زازري
- مصطفى العنقا
- إبراهيم حجاج
- عبد الحميد هباطي
- كلثوم
- نادية طالبي
- حاج سماعيل
- فرانسوا ميستر
- دومري
- عمار أوحدة
- حميد نمري
- طيب أبوالحسين
- جاك ريشار
- هنري كزارنياك
- ايف دافيد
- نوتيس

## موقع التصوير
تم تصوير الفيلم في مدينة الأغواط، وهي واحة تقع في جنوب الجزائر، وفي مدينة سور الغزلان، على بعد 100 كم جنوب الجزائر العاصمة، وكذلك في ساحة السوق في غرداية.

## جوائز
- حاز على جائزة السعفة الذهبية بمهرجان كان عام 1975.

أثناء عرضه في مهرجان كان السينمائي، تعرض محمد الأخضر حامينة للتهديد بالموت من قبل حلفاء لمنظمة الجيش السري الفرنسية الإرهابية، ميشيل بونياتوسكي، وزير الداخلية آنذاك، أرسل فرقة أمنية من أجل حماية الأخضر حمينة وأطفاله الثلاثة في المهرجان. أثيرت عدة تهديدات بالقنابل خلال المهرجان.

## وصلات خارجية
- مقالات تستعمل روابط فنية بلا صلة مع ويكي بيانات
- -البطاقة الفنية للفليم من الموقع الرسمي لمهرجان كان